# Étienne Cabet
Étienne Cabet (Digione, 1º gennaio 1788 – Saint Louis, 9 novembre 1856) è stato un politico francese.
Tradizionalmente collocato fra gli utopisti, dedicò concretamente la propria vita alla lotta per la repubblica e una "società nuova". Fu il primo a utilizzare sistematicamente il termine comunismo.

## La formazione politica
Suo padre era un artigiano ma, invece di allevarlo a bottega come a quel tempo facevano tutti, lo fece studiare. Fu giovane insegnante, ma lasciò presto la scuola per studiare giurisprudenza e diventare avvocato. La strada della professione fu però sbarrata dal clima della Restaurazione. Si trasferì a Parigi, dove era più facile passare inosservati. Nel 1828 incominciò la sua attività politica fra i gruppi repubblicani, fino ad assumere responsabilità di comando nei moti del 1830 durante i quali partecipò fisicamente alla rivolta.
Trasferitosi in Corsica come procuratore generale, frequentò i circoli democratici, distinguendosi per la difesa di numerosi prigionieri politici. Dopo qualche anno si trasferì nuovamente a Parigi dove continuò la professione e iniziò la pubblicazione di vari scritti politici. Fu eletto alla Camera dei deputati conquistando una popolarità che ne fece uno dei più conosciuti autori francesi di libelli politici e sociali (il suo periodico, Le Populaire, raggiunse la tiratura, incredibile per l'epoca, di 28 000 copie, attaccando violentemente il governo di Luigi Filippo).

## Le radici del comunismo "francese"
La situazione che portò ai moti sociali del 1830 e del 1848 fece emergere il ricordo delle esperienze comunistiche sorte con la Grande Rivoluzione del 1789. La congiura degli Eguali del 1798-96 guidata da Gracchus Babeuf fu riportata alla memoria da Filippo Buonarroti che nel 1828 pubblicò la Conspiration pour l'égalité, dite de Babeuf, in cui gli aspetti politici erano collocati anche in squarci di progetto sociale, produttivo e urbanistico. Gli altri riferimenti per Cabet, oltre all'illuminismo francese che precedette e improntò la rivoluzione, furono Robespierre e Saint-Simon. Di qui il connubio contraddittorio fra i primi esempi di concezione classista (o perlomeno anti-borghese), il rifiuto della violenza e una finalità comunistica, espressa per la prima volta con i termini classici ripresi da molti in seguito: "Ciascuno ha il dovere di lavorare lo stesso numero di ore al giorno, secondo i propri mezzi, e il diritto di ricevere una parte eguale di tutti i prodotti, secondo i propri bisogni" (Voyage en Icarie, Paris, 1840).

## L'utopismo riformista e pragmatico
Nel 1832 pubblicò una storia dei moti del 1830, giudicata severamente dalla critica per la sua incoerenza interna. Nello stesso periodo pubblicò una storia popolare della Rivoluzione francese, opera più matura che, insieme con il resto della sua attività di pubblicista, gli valse una condanna per reati politici tramite stampa (1834). Piuttosto di sopportare il clima soffocante della Parigi reazionaria, emigrò in Inghilterra dove, influenzato dalle teorie comunistiche e dalle realizzazioni pratiche di Owen maturò e scrisse la sua opera più importante, Il Viaggio in Icaria, che fu fatta circolare in edizione clandestina nel 1840. Nel 1842 l'opera fu pubblicata ufficialmente ed ebbe subito successo, tanto che ne furono stampate cinque edizioni e fu tradotta in diverse lingue.
Il "romanzo filosofico", come egli stesso definì il suo lavoro, lo distinse da Babeuf e dagli altri rivoluzionari procurandogli fama e benevolenza in quanto "apostolo del comunismo egualitario e pacifico". La "comunità dei beni e degli spiriti" avrebbe dovuto realizzarsi attraverso la pace sociale e soprattutto la convinzione degli altri ottenuta attraverso l'esempio pratico. Icaria, compagine umana comunista e quindi senza proprietà e differenze sociali, doveva attrarre come un potere magnetico elementi da tutte le classi con la sola forza dell'esempio, fornito da struttura e organizzazione. Nel 1840 pubblica un opuscolo intitolato Il mio credo comunista, in cui dava sistemazione al proprio programma, introducendo per la prima volta il termine comunismo come sinonimo di movimento politico. Nel 1845 riprende le sue tesi nell'opuscolo Perché io sono comunista.

## Anticipazione ingenua di teorie e pratiche posteriori
La nuova società comunista si sarebbe elevata su quella vecchia, capitalista, senza tormenti rivoluzionari e senza violenza passando attraverso un periodo di transizione. Questo periodo avrebbe comportato la realizzazione della vera democrazia sotto la guida di una dittatura in grado di ottenere la piena fiducia del popolo. La comunità icariana reale, dunque, e non la teoria politica, avrebbe portato nel mondo l'antica libertà, eguaglianza e fraternità propugnate dalla Rivoluzione Francese ma tradite in seguito. L'assenza della proprietà e la comunità dei beni avrebbero avuto come conseguenza la necessità del lavoro comune, grande fonte di educazione collettiva. Non ci sarebbe stato bisogno di eliminare matrimonio e famiglia, religione e politica, in quanto il progresso sociale avrebbe armonizzato il tutto e anzi, anche queste categorie sarebbero state fonte di ulteriore progresso.

## Il movimento icariano
Convinto di poter dar vita a un processo reale in seguito all'esito della raccolta di pochi seguaci, Cabet ritornò in Francia con l'intenzione di allargare il movimento. Riprese la pubblicazione di Le Populaire e cercò elementi disposti a fondare una comunità che doveva essere punto di partenza per un vasto movimento. Negli anni che precedettero la rivoluzione del 1848, diffuse un gran numero di testi e opuscoli, tra i quali si segnalò il Vero Cristianesimo secondo Gesù Cristo. Sulla falsariga della già famosa opera di Saint Simon (Nuovo cristianesimo), Cabet riaffermava il ruolo del Cristo come massimo esponente del comunismo, di sé stesso come apostolo e degli icariani come discepoli, tutti in grado di guidare gli uomini verso la redenzione sociale, cioè verso la nuova forma di comunità.
Il progetto realistico di una comunità icariana fu pronto nel 1847 e la fondazione della prima colonia era previsto su terreni acquisiti negli Stati Uniti. Il progetto non poteva essere di tipo nazionalistico e perciò, oltre alla scelta del territorio, fu scelto anche di prendere accordi con le società operaie internazionaliste. Il progetto fu presentato quindi come programma politico alla società degli esuli tedeschi a Londra. Il suo organo, la Kommunistische Zeitschrift (Rivista Comunista), su cui scrivevano anche Karl Marx ed Friedrich Engels, considerò seriamente l'autore del programma per la sua azione in campo sociale, ma criticò la sua mancanza di fondamenti teorici e soprattutto il legame con l'utopismo classico, che non concepiva il comunismo come una reale trasformazione in corso nella società coinvolgendo masse di uomini ma come un modello da raggiungere attraverso la volontà di pochi.
Cabet, scrissero Marx ed Engels, non doveva essere affatto giudicato "dal suo sistema, ma dagli scritti polemici e in genere da tutta la sua attività come capo di partito" (Opere complete, vol. V pag. 483). Nel 1846 c'era ancora spazio per giudicare positivo l'apporto dei precursori del comunismo, cosa che dopo la rivoluzione del 1848 non fu più possibile fare, dato che il movimento reale aveva già consegnato le utopie alla storia.

## Icaria, Nauvoo e altre comunità
Spronato dal successo della propria propaganda e dall'arrivo di nuovi proseliti, Cabet pubblicò un manifesto dal titolo Allons en Icarie per organizzarne ancora di più (maggio 1847). Nello stesso tempo pubblicò Réalisation de la communauté d'Icarie, un opuscolo nel quale comunicava di aver raccolto da 10.000 a 20.000 seguaci in grado di attuare il progetto. Ciò gli permise di annunciare il luogo prescelto e i particolar organizzativi (dicembre 1847), tanto che 69 tra i cinquecento seguaci pronti a partire non se la sentirono di aspettare ulteriormente e salparono da Le Havre per Saint Louis contro gli ordini dello stesso Cabet. Così, proprio alla vigilia della rivoluzione (3 febbraio 1848), una prima pattuglia di icariani attraversò l'Atlantico per approdare in America e stabilirsi sul terreno prescelto, in Texas a Nauvoo (Illinois).
Cabet, rimase in Francia per motivi organizzativi e diede un contributo cospicuo alla rivoluzione con il grosso dei seguaci. Cabet sosteneva che la "causa delle rivoluzioni è la miseria" e malgrado fosse teoricamente contrario alla rivoluzione si trovò a essere rivoluzionario suo malgrado. Partì per raggiungere gli icariani in America nel dicembre del 1848. La colonia ebbe fin dall'inizio problemi di convivenza fra i suoi membri e condusse una vita difficile anche per i problemi che nascevano dal fatto che la colonia era inserita nel bel mezzo della cittadina, in interazione con gli abitanti "normali" di Nauvoo. Nonostante tutto, fu l'unico esperimento pratico di comunismo utopista realizzato nelle Americhe capace di durare a lungo. In Francia, nel suo momento di maggiore espansione (fra il 1844 e il 1847), il movimento cabetiano poteva contare su circa 400.000 militanti, ma la trasferta negli Stati Uniti non riscosse altrettanto successo e le colonie icariane che all'inizio erano composte di circa duemila cittadini si ridussero ben presto a poche centinaia e infine a poche decine di individui.
Pur decimato dalla realtà e dalle secessioni l'esperimento sociale di Icaria durò cinquant'anni (1848-98) durante i quali non solo gli icariani, o meglio alcuni di loro, parteciparono alla guerra di secessione americana, ma dal ceppo iniziale figliarono altre sette comunità. La partecipazione alla guerra civile fu preceduta da un dibattito interno perché Cabet sosteneva (come Marx) che la condizione dell'operaio era peggiore di quella dello schiavo. La seconda sede fu Nauvoo (Illinois, 1849), dalla quale nacquero Cheltenham (Missouri, 1858) e Corning (Iowa, 1860). Da quest'ultima si staccarono gli icariani fondatori di New Icaria (Iowa, 1878) e Jeune Icarie (Iowa, 1878). Da quest'ultima nacque Icaria Speranza (California, 1881). Cabet era morto il 7 novembre 1856 alle cinque del mattino per una congestione cerebrale. Aveva dovuto riparare a Saint Louis il giorno prima, con i suoi 74 fedelissimi a causa degli scontri fisici fra le due fazioni interne della colonia di Nauvoo. Scompare così, all'età di sessantotto anni, il capo di quello che può venire considerato il primo partito operaio moderno, circondato dagli ultimi fedeli, protagonista e vittima della sua utopia.

## Opere
- Oeuvres d'Etienne Cabet, a cura di Henry Desroche, Paris, Antropos, 1970
- Etienne Cabet, Condizione operaia condizione della donna, a cura di Franca Biondi Nalis, Catania, Pellicanolibri, 1981
- Etienne Cabet, Viaggio in Icaria, a cura di Roberto Tumminelli, Napoli, Guida, 1983